# SN 2003ls
SN 2003ls – supernowa typu Ia odkryta 22 grudnia 2003 roku w galaktyce A030100-1053. W momencie odkrycia miała maksymalną jasność 16,50m.